# Francis Emeka
Francis Emeka (* 24. November 1990) ist ein nigerianischer Fußballspieler.

## Karriere
Francis Emeka stand bis Ende 2016 beim National University of Laos FC in Laos unter Vertrag. Wo er vorher gespielt hat, ist unbekannt. Der Verein aus der Hauptstadt Vientiane spielte in der ersten Liga, der Lao Premier League. 2017 ging er nach Myanmar. Hier schloss er sich bis Ende April 2017 Yangon United an. Der Verein aus Rangun spielte in der höchsten Liga des Landes, der Myanmar National League. Für Yangon absolvierte er zwölf Erstligaspiele. Wo er von Mai 2017 bis November 2019 gespielt hat, ist unbekannt. Am 1. Dezember 2019 unterschrieb er einen Vertrag beim myanmarischen Erstligisten Hanthawaddy United in Taungoo. Mit dem Verein feierte er 2020 die Vizemeisterschaft.